# Molly Shannon
Molly Helen Shannon, född 16 september 1964 i Shaker Heights, Ohio, är en amerikansk skådespelare och komiker.
Shannon är främst känd för sin medverkan i det amerikanska humorprogrammet Saturday Night Live där hon deltog som skådespelare mellan 1995 och 2001. Hon har även spelat i filmer som Analysera mera (1999), Never Been Kissed (1999) och Marie Antoinette (2006).
År 2004 gifte sig Shannon med Fritz Chestnut. Tillsammans har paret två barn.

## Filmografi i urval
- 1995–2001 – Saturday Night Live (TV-serie)
- 1996 – Gräsklipparmannen 2
- 1997 – Seinfeld (TV-serie) (avsnittet "The Summer of George")
- 1998 – A Night at the Roxbury
- 1998 – Happiness
- 1999 – Analysera mera
- 1999 – Never Been Kissed
- 1999 – Superstar
- 2000 – Grinchen – julen är stulen
- 2001 – Osmosis Jones
- 2001 – Om ödet får bestämma
- 2001 – Wet Hot American Summer
- 2001 – My Boss's Daughter
- 2003 – American Splendor
- 2006 – Marie Antoinette
- 2006 – Little Man
- 2006 – Talladega Nights
- 2006 – Gray Matters
- 2007 – Evan den allsmäktige
- 2007 – Year of the Dog
- 2011 – Bad Teacher
- 2012 –  The Five-Year Engagement
- 2012 – Hotell Transylvanien (röst)
- 2013 – Scary Movie 5
- 2015 – Hotell Transylvanien 2 (röst)
- 2020 – Promising Young Woman
- 2020 – Horse Girl
- 2022 – Spin Me Round
- 2023 – En god människa
- 2025 – Driver's Ed
- 2026 – Sommarmöten